# Sveti Klement (otok)
Sveti Klement je otok u Paklenjacima, i najveći je u tom otočju.
Obalno područje na Svetom Klementu je kamenita golet. Manji dio otoka je pokriven makijom i niskom šumom.   

## Zemljopis
Kao i svi Paklinski otoci, poznat po zaštićenim lukama u kojima se vršio popravak brodova. Na Svetom Klementu nekoliko je takvih prikladnih uvala za sidrenje: Privojica (Soline), Vloka, Taršće, Okorija i Palmižana. Palmižana je dobila ime po spalmiri - premazivanje brodova smolom. Na otoku je nekoliko pećina s izvorima pitke vode: Vodeni rat, Studeni rat i Meštrovića punta. U uvali Soline je jedan od takvih izvora. Nekad je bio iznad mora, no od starog vijeka se je tijekom tisućljeća more uzdiglo za dva metra pa su ti izvori danas izvori bočate vode. U novije vrijeme služili su samo za napajanje stoke. Kopneni izvori danas su zapušteni i nekorišteni. Vodeni rat je na južnoj strani otoka (između Vlake i Momića polja) koji predstavlja depo vode u klisuri. Ulaz je oblika elipse (obzidani dio) i postoje tragovi udubljena od konopca u kamenu, na mjestima gdje se vjedrima vukla voda iz klisure. Na zapadu otoka su dva plodna polja: Veliko polje uz uvalu Soline i Momića polje uz uvalu Okorija.:147
Prirodno najzaštićenija uvala (prirodni emporij) je uvala Soline. To joj je dalo važnu ulogu u pomorju otoka od početka naseljavanja. Uvala je na sredini otoka, na uskoj prevlaci gdje je udaljenost između sjeverne i južne obale najmanja. Na ulazu u uvalu nalazi se otok Dobri otok koji štiti luku od jakih južnih vjetrova i valova, kao i rt Kovač. Položaj na toj poziciji koriste još tri uvale: Privojica (zaštićena rtom Stražicom i Dobrim otokom), Vlaka (zaštićena otočićem Vlaka ispred uvale) i Taršće. Sve su dobro zaštićene od jakih južnih vjetrova. Najsigurniji maritimni prostor je Privojica, koju se zbog dubine koristi i za sidrenje većih brodova.:145-6

## Povijest
Prapovijesni grobovi (grobne gomile) su na desetak lokacija: na putu iz Vlake za Palmižanu (3 humka nad uvalom Planikov bok), na putu iz uvale Soline za uvalu Taršće, ilirsko-helenistički grob na putu Vlaka – Momića polje i dr.:147
Arheološko društvo Sveti Klement je otkrilo na otoku tragove kasnoantičke civilizacije. Na lokalitetu uvale Soline na južnoj obali otoka nalaze se temelji  i zidovi rimske ville rustice. 
Datacije lokaliteta pomaknuli su značajni nalazi helenističke i rimske republikanske keramike iz 2./1. st. pr. Kr., ali zasad ih se ne može dovesti u svezu s nađenom arhitekturom.:148 Pronađene su maritimna vila u uvali Solinama te još dvije rimske vile: villa rustica u uvali Okorija uz Momića polje, te u uvali Ždrilica na otočiću Marinkovcu.:148
U starom vijeku bio je aktivan kamenolom u uvali Taršće, širine 13 do 15 metara. Visina seka (površina zasijecanja kamene
mase) je 6–7 m, a izrezivani kameni blokovi bili su visoki oko 4 m. Kamen je tvrd vapnenac bijele boje i vrlo
dobre strukture. O marmornom bijelom vapnencu u Dalmaciji pisao je još rimski povjesničar Plinije Stariji. Sve do obale ide neprekidna ploha za koju se može pretpostaviti da su njome do mora vozili kamene blokove za utovar na brod. U starorimskom vremenu kamene blokove do morske obale prevozili su povlačenjem po gredicama koje su bile ukopane u zemlju i namazane lojem, a po kojima je klizila drvena konstrukcija za prijenos tereta (formirana kao dvije skije povezane poprečnim gredama). Drugi način bio je drvenim napravama složenim od gredica (slično sanjkama) koje su vukli konji ili volovi po neravnom terenu.:147
Ispred kamenoloma uvala polukružna oblika s istacima poput molova koji su štitili uvalu, jer za utovar kamenih blokova potrebno je mirno more. Iznad uvale Taršća, na koti 80 m (vrh Glavica), nađeni su rasuti kameni blokovi, vjerojatno dio neke strukture, možda osmatračnice, jer s ovog položaja se nadzire kanal između Sv. Klementa i Hvara te ima panoramske poglede prema Hvaru i Visu. Sličnih položaja ima na Dobrom otoku (najviši vrh je 51 mnv ), na položaju današnje crkve Sv. Klementa u naselju Vlaci (na 44 mnv; uz crkvu je plato s ostatcima kamenih zidova) te na rtu Stražici (28 mnv). Prema važnosti starogrčke Isse i Pharosa, Soline bi bile jedna od pogodnih luka za opskrbu brodova hranom i vodom te zaklon u slučaju nevremena, a uz to su imale izvor vode, strateški nadzor. Postoje indikacije da je lokalitet u Solinama bio uključen u ekonomsku razmjenu i pomorski promet pred kraj tog razdbolja od 4. st. pr. Kr. do 1. st. pr. Kr., gledano u odnosu na grčke i lokalne naseobine te rimska naselja u tom vremenu. Moguće je biti strateška točka u rimskim osvajanjima i pomorskim bitkama. Navodno je nađen dio rimskog kanalizacijskog sustava u uvali Vlaka.:148
Postoje danas tri povremeno naseljena zaselka, Palmižana, Momića Polje i Vloka. U Palmižani postoji ACI marina, a u uvali Solinama je sidrište. Otok je omiljeno odredište izletnicima, te jedriličarima, kako zbog nedirnute prirode, osvježivajućih šetnja kroz šumu, i vrtove botaničkih biljaka poput aloe-vere, ružmarina, maslina, te bogate prirodne flore i faune i tirkiznog čistog mora, koliko i zbog pješčanih i šljunčanih plaža. 
Palmižana već desetljećima privlači i inspirira generacije hrvatskih umjetnika koji se često mogu sresti na otoku dok stvaraju, radovi broj važnih umjetničkih ličnosti su izloženi u rezidenciji obitelji Meneghello. 
Na predjelu Palilo obitelj Machiedo je imala svoj posjed. Kad je austrijski car podijelio nasljedno plemstvo Ivanu Krstitelju Machiedu, dobili su pridjevak po imenu ovog predjela, Palilski (de Palilo).

## Vanjske poveznice
- Tajno sklonište umornih Hvarana
- Reportaža sa "Morskog praseta"  Arhivirana inačica izvorne stranice od 27. rujna 2007. (Wayback Machine)
- Sveti Klement (galerija fotografija)  Arhivirana inačica izvorne stranice od 16. svibnja 2006. (Wayback Machine)
- Slikovna galerija  Arhivirana inačica izvorne stranice od 14. svibnja 2011. (Wayback Machine)